# ノルマン朝
ノルマン朝（ノルマンちょう、英: Norman dynasty）は、中世イングランド王国の王朝。1066年から1154年まで続いた。

## 概要
1066年、フランス王国の諸侯であったノルマンディー公ギヨーム2世（ウィリアム）がアングロサクソン人王の支配下にあったイングランド王国を征服し、ウィリアム1世として国王に即位したことで成立した。「征服王」（the Conqueror）と呼ばれるウィリアムがノルマン人の後裔だったため、ノルマン王朝と呼ばれる。
征服王朝のため、当初から国王による権力集中が完成していた。ノルマン朝の血筋はその後のイングランド諸王家にも受け継がれている。

## ノルマン朝のイングランド国王
1. ウィリアム1世（1066年 - 1087年）
2. ウィリアム2世（1087年 - 1100年）
3. ヘンリー1世（1100年 - 1135年）

## ブロワ朝（無政府時代）
ヘンリー1世は早世したウィリアム以外に正嫡の男子がなかったため、その死後にヘンリーの姉アデルの子であるブロワ伯家のエティエンヌがフランスからロンドンに入り、諸侯の支持でイングランド王スティーブンとして即位した。これをブロワ朝と呼ぶが、歴史書によってはノルマン朝の一部として扱われることもある。
1. スティーブン（1135年 - 1154年）

ヘンリー1世自身は生前に娘マティルダを後継者に指名しており、マティルダはスティーブンの即位を不当として両者の間で内戦となり、イングランドは無政府時代を迎えた。スティーブンがマティルダの子アンジュー伯アンリを後継者とすることで和平が成立し（ウォーリングフォード協定）、スティーブンの死後にアンリがヘンリー2世として即位してプランタジネット朝が始まった。

## 系図
|  |  |                                 |                                 |                                 |                                 | ノルマンディー公家                            |                                               |                                               |                                               |                                               |                                               |                              |                              |                                              |                                              |                                              |                                              |                                              |                                              |                      |                      |                      |                      |  |  |                                              |                                              |                                              |                                              |                                              |                                              |  |  |                                             |                                             |                                             |                                             |                                             |                                             |                                             |                                             |                                             |                                             |                                             |                                             |                                             |                                             |  |  |  |  |  |  |  |  |  |  |  |  |
|  |  |                                 |                                 |                                 |                                 |                                               |                                               |                                               |                                               |                                               |                                               |                              |                              |                                              |                                              |                                              |                                              |                                              |                                              |                      |                      |                      |                      |  |  |                                              |                                              |                                              |                                              |                                              |                                              |  |  |                                             |                                             |                                             |                                             |                                             |                                             |                                             |                                             |                                             |                                             |                                             |                                             |                                             |                                             |  |  |  |  |  |  |  |  |  |  |  |  |
|  |  |                                 |                                 |                                 |                                 | ウィリアム1世 ノルマンディー公 イングランド王 | ウィリアム1世 ノルマンディー公 イングランド王 | ウィリアム1世 ノルマンディー公 イングランド王 | ウィリアム1世 ノルマンディー公 イングランド王 | ウィリアム1世 ノルマンディー公 イングランド王 | ウィリアム1世 ノルマンディー公 イングランド王 |                              |                              | マティルダ （フランドル伯ボードゥアン5世娘） | マティルダ （フランドル伯ボードゥアン5世娘） | マティルダ （フランドル伯ボードゥアン5世娘） | マティルダ （フランドル伯ボードゥアン5世娘） | マティルダ （フランドル伯ボードゥアン5世娘） | マティルダ （フランドル伯ボードゥアン5世娘） |                      |                      |                      |                      |  |  |                                              |                                              |                                              |                                              |                                              |                                              |  |  |                                             |                                             |                                             |                                             |                                             |                                             |                                             |                                             |                                             |                                             |                                             |                                             |                                             |                                             |  |  |  |  |  |  |  |  |  |  |  |  |
|  |  |                                 |                                 |                                 |                                 | ウィリアム1世 ノルマンディー公 イングランド王 | ウィリアム1世 ノルマンディー公 イングランド王 | ウィリアム1世 ノルマンディー公 イングランド王 | ウィリアム1世 ノルマンディー公 イングランド王 | ウィリアム1世 ノルマンディー公 イングランド王 | ウィリアム1世 ノルマンディー公 イングランド王 |                              |                              | マティルダ （フランドル伯ボードゥアン5世娘） | マティルダ （フランドル伯ボードゥアン5世娘） | マティルダ （フランドル伯ボードゥアン5世娘） | マティルダ （フランドル伯ボードゥアン5世娘） | マティルダ （フランドル伯ボードゥアン5世娘） | マティルダ （フランドル伯ボードゥアン5世娘） |                      |                      |                      |                      |  |  |                                              |                                              |                                              |                                              |                                              |                                              |  |  |                                             |                                             |                                             |                                             |                                             |                                             |                                             |                                             |                                             |                                             |                                             |                                             |                                             |                                             |  |  |  |  |  |  |  |  |  |  |  |  |
|  |  |                                 |                                 |                                 |                                 |                                               |                                               |                                               |                                               |                                               |                                               |                              |                              |                                              |                                              |                                              |                                              |                                              |                                              |                      |                      |                      |                      |  |  |                                              |                                              |                                              |                                              |                                              |                                              |  |  |                                             |                                             |                                             |                                             |                                             |                                             |                                             |                                             |                                             |                                             |                                             |                                             |                                             |                                             |  |  |  |  |  |  |  |  |  |  |  |  |
|  |  |                                 |                                 |                                 |                                 |                                               |                                               |                                               |                                               |                                               |                                               |                              |                              |                                              |                                              |                                              |                                              |                                              |                                              |                      |                      |                      |                      |  |  |                                              |                                              |                                              |                                              |                                              |                                              |  |  |                                             |                                             |                                             |                                             |                                             |                                             |                                             |                                             |                                             |                                             |                                             |                                             |                                             |                                             |  |  |  |  |  |  |  |  |  |  |  |  |
|  |  | ロベール2世 ノルマンディー公    | ロベール2世 ノルマンディー公    | ロベール2世 ノルマンディー公    | ロベール2世 ノルマンディー公    | ロベール2世 ノルマンディー公                  | ロベール2世 ノルマンディー公                  |                                               |                                               | ウィリアム2世 イングランド王                  | ウィリアム2世 イングランド王                  | ウィリアム2世 イングランド王 | ウィリアム2世 イングランド王 | ウィリアム2世 イングランド王                 | ウィリアム2世 イングランド王                 |                                              |                                              | アデル                                       | アデル                                       | アデル               | アデル               | アデル               | アデル               |  |  | エティエンヌ2世 ブロワ伯                     | エティエンヌ2世 ブロワ伯                     | エティエンヌ2世 ブロワ伯                     | エティエンヌ2世 ブロワ伯                     | エティエンヌ2世 ブロワ伯                     | エティエンヌ2世 ブロワ伯                     |  |  | ヘンリー1世 イングランド王 ノルマンディー公 | ヘンリー1世 イングランド王 ノルマンディー公 | ヘンリー1世 イングランド王 ノルマンディー公 | ヘンリー1世 イングランド王 ノルマンディー公 | ヘンリー1世 イングランド王 ノルマンディー公 | ヘンリー1世 イングランド王 ノルマンディー公 |                                             |                                             | ガティネ家                                  | ガティネ家                                  | ガティネ家                                  | ガティネ家                                  | ガティネ家                                  | ガティネ家                                  |  |  |  |  |  |  |  |  |  |  |  |  |
|  |  | ロベール2世 ノルマンディー公    | ロベール2世 ノルマンディー公    | ロベール2世 ノルマンディー公    | ロベール2世 ノルマンディー公    | ロベール2世 ノルマンディー公                  | ロベール2世 ノルマンディー公                  |                                               |                                               | ウィリアム2世 イングランド王                  | ウィリアム2世 イングランド王                  | ウィリアム2世 イングランド王 | ウィリアム2世 イングランド王 | ウィリアム2世 イングランド王                 | ウィリアム2世 イングランド王                 |                                              |                                              | アデル                                       | アデル                                       | アデル               | アデル               | アデル               | アデル               |  |  | エティエンヌ2世 ブロワ伯                     | エティエンヌ2世 ブロワ伯                     | エティエンヌ2世 ブロワ伯                     | エティエンヌ2世 ブロワ伯                     | エティエンヌ2世 ブロワ伯                     | エティエンヌ2世 ブロワ伯                     |  |  | ヘンリー1世 イングランド王 ノルマンディー公 | ヘンリー1世 イングランド王 ノルマンディー公 | ヘンリー1世 イングランド王 ノルマンディー公 | ヘンリー1世 イングランド王 ノルマンディー公 | ヘンリー1世 イングランド王 ノルマンディー公 | ヘンリー1世 イングランド王 ノルマンディー公 |                                             |                                             | ガティネ家                                  | ガティネ家                                  | ガティネ家                                  | ガティネ家                                  | ガティネ家                                  | ガティネ家                                  |  |  |  |  |  |  |  |  |  |  |  |  |
|  |  |                                 |                                 |                                 |                                 |                                               |                                               |                                               |                                               |                                               |                                               |                              |                              |                                              |                                              |                                              |                                              |                                              |                                              |                      |                      |                      |                      |  |  |                                              |                                              |                                              |                                              |                                              |                                              |  |  |                                             |                                             |                                             |                                             |                                             |                                             |                                             |                                             |                                             |                                             |                                             |                                             |                                             |                                             |  |  |  |  |  |  |  |  |  |  |  |  |
|  |  |                                 |                                 |                                 |                                 |                                               |                                               |                                               |                                               |                                               |                                               |                              |                              |                                              |                                              |                                              |                                              |                                              |                                              |                      |                      |                      |                      |  |  |                                              |                                              |                                              |                                              |                                              |                                              |  |  |                                             |                                             |                                             |                                             |                                             |                                             |                                             |                                             |                                             |                                             |                                             |                                             |                                             |                                             |  |  |  |  |  |  |  |  |  |  |  |  |
|  |  | ギヨーム・クリトン フランドル伯 | ギヨーム・クリトン フランドル伯 | ギヨーム・クリトン フランドル伯 | ギヨーム・クリトン フランドル伯 | ギヨーム・クリトン フランドル伯               | ギヨーム・クリトン フランドル伯               |                                               |                                               |                                               |                                               |                              |                              |                                              |                                              |                                              |                                              | ティボー4世 ブロワ伯                         | ティボー4世 ブロワ伯                         | ティボー4世 ブロワ伯 | ティボー4世 ブロワ伯 | ティボー4世 ブロワ伯 | ティボー4世 ブロワ伯 |  |  | スティーブン イングランド王 ノルマンディー公 | スティーブン イングランド王 ノルマンディー公 | スティーブン イングランド王 ノルマンディー公 | スティーブン イングランド王 ノルマンディー公 | スティーブン イングランド王 ノルマンディー公 | スティーブン イングランド王 ノルマンディー公 |  |  | マティルダ                                  | マティルダ                                  | マティルダ                                  | マティルダ                                  | マティルダ                                  | マティルダ                                  |                                             |                                             | ジョフロワ5世 アンジュー伯 ノルマンディー公 | ジョフロワ5世 アンジュー伯 ノルマンディー公 | ジョフロワ5世 アンジュー伯 ノルマンディー公 | ジョフロワ5世 アンジュー伯 ノルマンディー公 | ジョフロワ5世 アンジュー伯 ノルマンディー公 | ジョフロワ5世 アンジュー伯 ノルマンディー公 |  |  |  |  |  |  |  |  |  |  |  |  |
|  |  | ギヨーム・クリトン フランドル伯 | ギヨーム・クリトン フランドル伯 | ギヨーム・クリトン フランドル伯 | ギヨーム・クリトン フランドル伯 | ギヨーム・クリトン フランドル伯               | ギヨーム・クリトン フランドル伯               |                                               |                                               |                                               |                                               |                              |                              |                                              |                                              |                                              |                                              | ティボー4世 ブロワ伯                         | ティボー4世 ブロワ伯                         | ティボー4世 ブロワ伯 | ティボー4世 ブロワ伯 | ティボー4世 ブロワ伯 | ティボー4世 ブロワ伯 |  |  | スティーブン イングランド王 ノルマンディー公 | スティーブン イングランド王 ノルマンディー公 | スティーブン イングランド王 ノルマンディー公 | スティーブン イングランド王 ノルマンディー公 | スティーブン イングランド王 ノルマンディー公 | スティーブン イングランド王 ノルマンディー公 |  |  | マティルダ                                  | マティルダ                                  | マティルダ                                  | マティルダ                                  | マティルダ                                  | マティルダ                                  |                                             |                                             | ジョフロワ5世 アンジュー伯 ノルマンディー公 | ジョフロワ5世 アンジュー伯 ノルマンディー公 | ジョフロワ5世 アンジュー伯 ノルマンディー公 | ジョフロワ5世 アンジュー伯 ノルマンディー公 | ジョフロワ5世 アンジュー伯 ノルマンディー公 | ジョフロワ5世 アンジュー伯 ノルマンディー公 |  |  |  |  |  |  |  |  |  |  |  |  |
|  |  |                                 |                                 |                                 |                                 |                                               |                                               |                                               |                                               |                                               |                                               |                              |                              |                                              |                                              |                                              |                                              |                                              |                                              |                      |                      |                      |                      |  |  |                                              |                                              |                                              |                                              |                                              |                                              |  |  |                                             |                                             |                                             |                                             |                                             |                                             |                                             |                                             |                                             |                                             |                                             |                                             |                                             |                                             |  |  |  |  |  |  |  |  |  |  |  |  |
|  |  |                                 |                                 |                                 |                                 |                                               |                                               |                                               |                                               |                                               |                                               |                              |                              |                                              |                                              |                                              |                                              | ブロワ伯家                                   | ブロワ伯家                                   | ブロワ伯家           | ブロワ伯家           | ブロワ伯家           | ブロワ伯家           |  |  |                                              |                                              |                                              |                                              |                                              |                                              |  |  |                                             |                                             |                                             |                                             | ヘンリー2世 イングランド王 ノルマンディー公 | ヘンリー2世 イングランド王 ノルマンディー公 | ヘンリー2世 イングランド王 ノルマンディー公 | ヘンリー2世 イングランド王 ノルマンディー公 | ヘンリー2世 イングランド王 ノルマンディー公 | ヘンリー2世 イングランド王 ノルマンディー公 |                                             |                                             |                                             |                                             |  |  |  |  |  |  |  |  |  |  |  |  |
|  |  |                                 |                                 |                                 |                                 |                                               |                                               |                                               |                                               |                                               |                                               |                              |                              |                                              |                                              |                                              |                                              | ブロワ伯家                                   | ブロワ伯家                                   | ブロワ伯家           | ブロワ伯家           | ブロワ伯家           | ブロワ伯家           |  |  |                                              |                                              |                                              |                                              |                                              |                                              |  |  |                                             |                                             |                                             |                                             | ヘンリー2世 イングランド王 ノルマンディー公 | ヘンリー2世 イングランド王 ノルマンディー公 | ヘンリー2世 イングランド王 ノルマンディー公 | ヘンリー2世 イングランド王 ノルマンディー公 | ヘンリー2世 イングランド王 ノルマンディー公 | ヘンリー2世 イングランド王 ノルマンディー公 |                                             |                                             |                                             |                                             |  |  |  |  |  |  |  |  |  |  |  |  |
|  |  |                                 |                                 |                                 |                                 |                                               |                                               |                                               |                                               |                                               |                                               |                              |                              |                                              |                                              |                                              |                                              |                                              |                                              |                      |                      |                      |                      |  |  |                                              |                                              |                                              |                                              |                                              |                                              |  |  |                                             |                                             |                                             |                                             | プランタジネット朝                          |                                             |                                             |                                             |                                             |                                             |                                             |                                             |                                             |                                             |  |  |  |  |  |  |  |  |  |  |  |  |